# Михаил Йосифов (биолог)
Вижте пояснителната страница за други личности с името Михаил Йосифов.
Михаил Владимиров Йо̀сифов е български ентомолог, доктор на биологическите науки и старши научен сътрудник в Българска академия на науките.

## Биография
Роден е на 14 февруари 1927 г. в София. През 1950 г. завършва биология в Софийския университет. От 1950 до 1954 г. е асистент в биолого-геолого-географския факултет на Софийския университет. От 1954 г. работи в Института по зоология при Българска академия на науките. Участва в колектива, който състави първото българско издание на Международния кодекс на зоологическа номенклатура (МКЗН).  През 1972 – 1978 и 1988 – 1992 г. ръководи секция „Таксономия, фаунистика и зоогеография“, от 1984 г. е старши научен сътрудник. Преподава в Биологическия факултет на Софийския университет.

## Научна дейност
Работи в областта на полутвърдокрилите насекоми (Heteroptera) в България и Палеарктика. Открива и описва 152 нови за науката родове, видове и подвидове хетероптери от Европа, Азия и Африка и публикува фундаментално обобщение върху хетероптерите на Балканския полуостров.

## Научни трудове
- „Върху зоогеографската характеристика на южноевропейската насекомна фауна, и в частност на хетероптерите“ (1988, немски език)
- „Каталог на хетероптера на Палеарктичния регион“ (1999, в съавторство, английски език)